# Girvan
Girvan (en écossais:Inbhir Gharbhain) est une ville située dans le South Ayrshire en Écosse. Originellement petit port de pêche, la ville est maintenant un centre touristique balnéaire avec plages et falaises. Elle est située à une trentaine de kilomètres au sud de Ayr et à une cinquantaine au nord de Stranraer, un des principaux terminaux de ferry desservant l’Irlande du Nord.

## Histoire
En 1466, un chevalier écossais du nom de Thomas de Huston quitta Girvan pour combattre les Anglais en France dans le cadre de l’Auld Alliance lors de la Guerre de Cent Ans. Il reçoit par don du roi, en récompense le domaine de Torcy, pour avoir été le premier à entrer dans la ville de Meaux lors du siège contre les Anglais du 20 juillet au 10 août 1439 avec Arthur de Richemont. Thomas de Huston y demeura jusqu'à sa mort en 1472.
Au XVIe siècle, Girvan était située près de la grotte des Sawney Bean et une des filles Bean avait quitté le clan pour s'installer à Girvan où elle aurait planté le Hairy Tree. Après l'arrestation de sa famille, l’identité de la fille Bean fut révélée et elle fut capturée et pendue au Hairy Tree.
Le 12 octobre 2024, une stèle a été inaugurée au cimetière Doune de Girvan en mémoire des 31 marins du cargo français Longwy, torpillé au large de Stranraer le 4 novembre 1917. La cérémonie s'est tenue en présence des autorités britanniques et françaises, d'un équipage d'un bâtiment de la Marine nationale, ainsi que de descendants des marins. Les matelots du Longwy, Adolphe Harré et Samuel Brajeul, sont enterrés dans ce cimetière écossais.

## Jumelage
Depuis le 19 mars 1988, la ville de Girvan est jumelée avec celle de Torcy en Seine et Marne .

## Patrimoine et monuments
- Hairy Tree
- Stèle aux 31 marins du cargo français Longwy, dans le cimetière Doune de Girvan. Bateau torpillé le 4 novembre 1917. Tombes des matelots Harré et Brajeul, dont les corps avaient été rejetés à la côte.

## Personnalités
- Thomas de Huston, chevalier qui devint seigneur de Torcy au XVe siècle.
- Peter McCloy footballeur né en 1946 et surnommé « le phare de Girvan » (The Girvan Lighthouse).